# Bruno Pasquini
Pour les articles homonymes, voir Pasquini.
Bruno Pasquini (né le 23 novembre 1914 à Massa e Cozzile et mort le 12 août 1995 à Montecatini Terme) est un coureur cycliste italien. Professionnel de 1939 à 1952, il a notamment remporté une étape du Tour d'Italie 1948. Il a participé au Tour de France en 1948 et 1949 au sein de l'équipe d'Italie, en tant qu'équipier des vainqueurs de ces éditions, Gino Bartali et Fausto Coppi.

## Palmarès
- 1946
  - Coppa Pietro Linari
  - Coppa Andrea Boero
  - 5e du Tour de Lombardie
- 1947
  - Tour de Toscane
  - 6e du Tour de Suisse
- 1948
  - 13e étape du Tour d'Italie
  - 2e du tour de Romagne
- 1950
  - 6e du Tour de Suisse
- 1951
  - 6e du Tour de Suisse

## Résultats sur les grands tours

### Tour de France
2 participations
- 1948 : 19e
- 1949 : 24e

### Tour d'Italie
8 participations
- 1939 : 20e
- 1946 : 13e
- 1947 : 14e
- 1948 : abandon, vainqueur de la 13e étape
- 1949 : 26e
- 1950 : 20e
- 1951 : 14e
- 1952 : 58e